# Exomalopsis affabilis
Exomalopsis affabilis är en biart som beskrevs av Timberlake 1980. Exomalopsis affabilis ingår i släktet Exomalopsis och familjen långtungebin. Inga underarter finns listade i Catalogue of Life.